# نهر سور
نهر سور يقع في شمال غرب إسبانيا ويلغ طوله 49 كم ينبع من مقاطعة لوقو ويصب في خليج بسكاي وتشكل مياه النهر عدة شلالات أثناء مروره وأيضا تكثر فيه أسماك السلمون